# Tropidophis schwartzi
Espèce
Synonymes
- Tropidophis caymanensis schwartzi Thomas, 1963

Statut CITES
Tropidophis schwartzi est une espèce de serpents de la famille des Tropidophiidae.

## Répartition
Cette espèce est endémique de l'île de Cayman Brac dans les îles Caïmans.

## Description
C'est un serpent vivipare.

## Étymologie
Cette espèce est nommée en l'honneur d'Albert Schwartz

## Publication originale
- Thomas, 1963 : Cayman Islands Tropidophis (Reptilia, Serpentes). Breviora, no 195, p. 1-8 (texte intégral).